# Liste der Monuments historiques in Laning
Die Liste der Monuments historiques in Laning führt die Monuments historiques in der französischen Gemeinde Laning auf.

## Liste der Objekte
| Bezeichnung                        | Beschreibung                                       | Standort                                  | Kennzeichnung | Schutzstatus | Datum | Bild |
| ---------------------------------- | -------------------------------------------------- | ----------------------------------------- | ------------- | ------------ | ----- | ---- |
| Skulpturengruppe Beweinung Christi | Stein, farbig gefasst, Anfang des 16. Jahrhunderts | in der Kirche St-Pierre-et-St-Paul (Lage) | PM57000113    | Classé       | 1983  |      |